# Myosorex sclateri
Myosorex sclateri — вид ссавців родини Soricidae, ендемічний для Південної Африки. Його природні місця проживання — субтропічні або тропічні вологі рівнинні ліси і болота. Про його біологію чи екологію відомо небагато, хоча він, ймовірно, схожий як на M. cafer, так і на M. varius.

## Морфологічна характеристика
З довжиною голови й тулуба від 81 до 114 мм і довжиною хвоста від 46 до 57 мм, це тварина від середнього до великого розміру. Має задні лапи довжиною від 13 до 18 мм і вуха від 8 до 11 мм. Інформація про вагу відсутня. Зверху хутро інтенсивно червонувато-коричневого або чорно-бурого кольору, а низ жовто-коричневий. Вид характеризується широкими темно-коричневими лапами з досить довгими пальцями. Нижня сторона коричневого хвоста може бути трохи світлішою. Диплоїдний набір хромосом містить 38 хромосом (2n=38).